# Palmaz
Palmaz is een plaats (freguesia) in de Portugese gemeente Oliveira de Azeméis en telt 2130 inwoners (2001).